# Gouvernement Javier Fernández I
 Asturies
Álvarez-Cascos Fernández II
Le gouvernement Fernández I est le gouvernement des Asturies entre le 28 mai 2012 et le 29 juillet 2015, durant la IXe législature de la Junte générale de la principauté des Asturies. Il est présidé par Javier Fernández.

## Composition
| Fonction                                                                       | Titulaire | Titulaire                                                          | Parti    |
| ------------------------------------------------------------------------------ | --------- | ------------------------------------------------------------------ | -------- |
| Président                                                                      |           | Javier Fernández Fernández                                         | FSA-PSOE |
| Conseiller à la Présidence                                                     |           | Guillermo Martínez Suárez                                          | FSA-PSOE |
| Conseillère aux Finances et au Secteur public                                  |           | María Dolores Carcedo García                                       | FSA-PSOE |
| Conseiller à l'Économie et à l'Emploi                                          |           | Graciano Torre González                                            | FSA-PSOE |
| Conseillère à l'Éducation, à la Culture et au Sport                            |           | Ana González Rodríguez                                             | FSA-PSOE |
| Conseillère au Bien-être social et au Logement                                 |           | Esther Díaz García (jusqu'au 27/11/2014) Graciela Blanco Rodríguez | FSA-PSOE |
| Conseiller à la Santé                                                          |           | Faustino Blanco González                                           | FSA-PSOE |
| Conseillère à l'Équipement, à l'Aménagement du territoire et à l'Environnement |           | Belén Fernández González                                           | FSA-PSOE |
| Conseillère à l'Élevage agricole et aux Ressources propres                     |           | María Jesús Álvarez González                                       | FSA-PSOE |